# Breïtovo
Breïtovo (Бре́йтово) est un village en Russie de l'oblast de Iaroslavl qui est le chef-lieu administratif du raïon du même nom et de la municipalité rurale du même nom. Il comptait 3 972 habitants en 2001, 3 722 habitants en 2007, 3 308 habitants en 2010.

## Histoire
Les premières sources écrites mentionnant le lieu et ses environs sont liées à l'artisanat du tissage dans l'ancienne Russie. Breïtovo lui-même est cité le 17 novembre 1613 dans un livre de compte 
de la couronne. Le 28 février 1934, le village de Breïtovo est officiellement réuni au village voisin de Zaroutchié, l'ensemble prenant le nom de Breïtovo.
Lorsque l'immense réservoir de Rybinsk est aménagé, après la construction du barrage de Rybinsk (1935-1941), Breïtovo doit être englouti par les eaux et les habitations sont donc déménagées,.
Entre 1986 et 1991, Breïtovo avait le statut de village de type urbain.
Breïtovo est connu aussi, ainsi que ses villages environnants pour avoir été le lieu de sélection dès le début du XXe siècle d'une race porcine, le porc de Breïtovo.

## Transport
Le village dispose d'un quai d'embarquement donnant sur le lac artificiel de Rybinsk à l'embouchure de la rivière Sit. La gare de chemin de fer la plus proche se situe à 70 km au sud. Le village est relié par des lignes d'autocar.

## Patrimoine
- Église de l'icône de Notre-Dame-des-Douleurs de Breïtovo, église de bois construite en 1998 et démolie par un incendie accidentel le 29 octobre 2005
- Chapelle Saint-Nicolas de Breïtovo, consacrée en 2003

## Infrastructures
Le village dispose de plusieurs jardins d'enfants (écoles maternelles), écoles et d'une école moyenne, d'une dizaine de magasins, d'un marché et de quelques cafés-bars.

## Personnalités
- Nikolaï Alexeïevitch Vorontsov (1920-1983), héros de l'Union soviétique, est enterré au cimetière du village.